# Gia tộc Uesugi
Gia tộc Uesugi (上杉氏 (Thượng Sam thị) Uesugi-shi) là một gia tộc samurai Nhật Bản, bắt nguồn từ gia tộc Fujiwara và đặc biệt đáng chú ý do sức mạnh của họ trong thời kỳ Muromachi và thời kỳ Sengoku (khoảng thế kỷ 14-17).
Gia tộc bị chia tách thành ba nhánh, các nhà Ōgigayatsu, Inukake và Yamanouchi Uesugi, vốn vẫn tự hào về sức ảnh hưởng đáng kể của mình. Nổi tiếng nhất trong nhà Uesugi có lẽ là Uesugi Kenshin (1530-1578), một trong các lãnh chúa lớn dưới thời Sengoku. Tên của gia đình này đôi khi được viết là Uyesugi, nhưng đây chỉ là phiên âm tiếng kana cổ; âm "ye" không còn được dùng trong tiếng Nhật hiện đại nữa.